# Brännbollscup

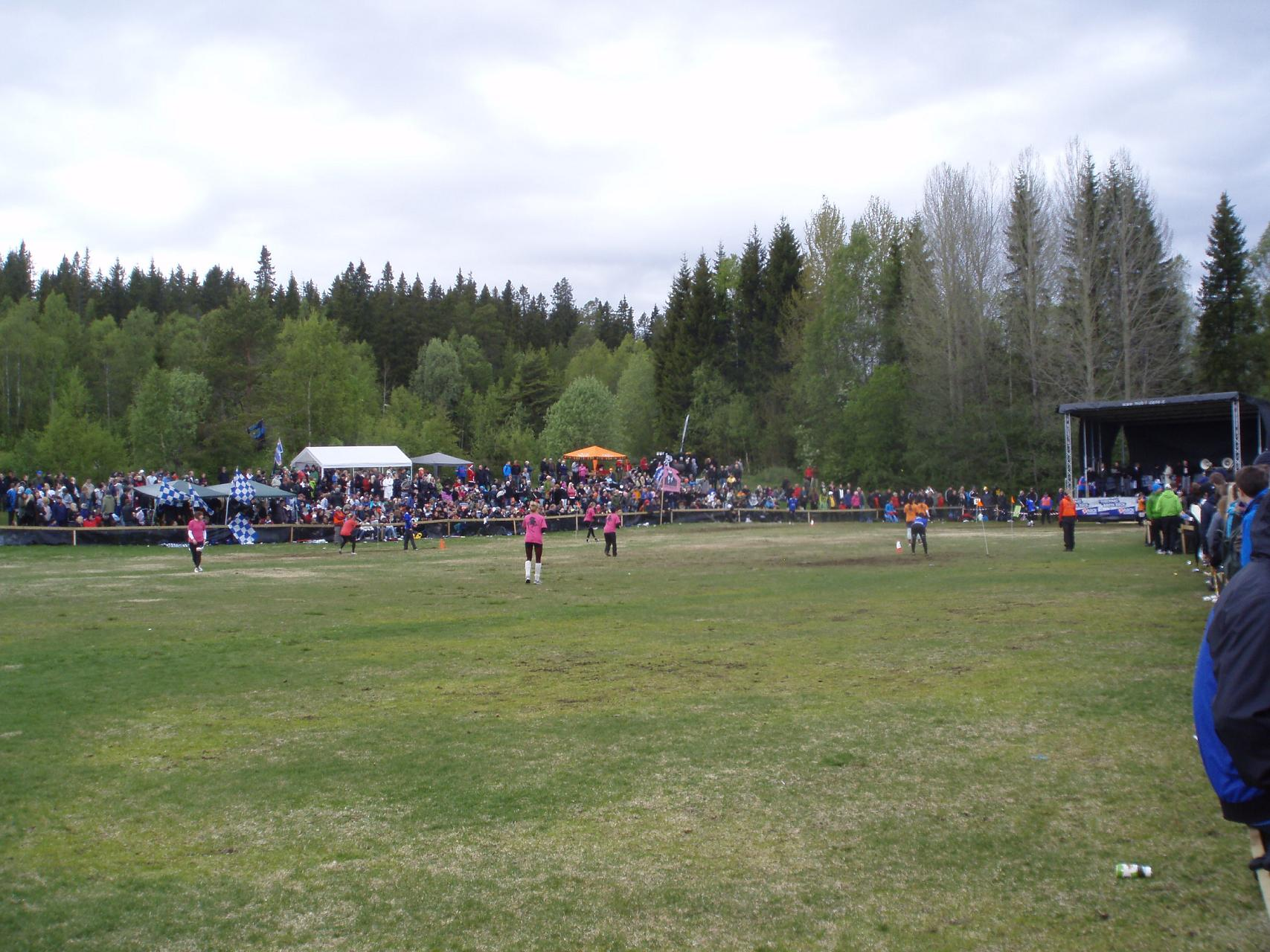
Brännbollscupen 2011

Der Brännbollscup ist ein jährlicher Wettstreit im Brennball in Umeå mit WM-Status und wurde bis 2012 vom Studentensportclub Umeå (IKSU) organisiert. Seit 2013 organisiert „Brännboll i Umeå AB“ das Turnier.

## Geschichte
Der erste Brännbollscup fand 1974 mit 44 teilnehmenden Mannschaften statt. Im Laufe der Jahre ist das Turnier gewachsen, so dass 1990 mehr als 1000 Mannschaften teilnahmen.

### Sieger
- 2024 – High rise
- 2023 – High rise
- 2022 – High rise
- 2021 – Salming
- 2020 – keine Austragung
- 2019 – Salming
- 2018 – BK Rel
- 2017 – Salming
- 2016 – Svinto
- 2015 – Salming
- 2014 – Salming
- 2013 – Salming
- 2012 – Salming
- 2011 – Fantomen BC
- 2010 – Fantomen BC
- 2009 – Übermensch
- 2008 – Raska Taskar
- 2007 – BK Rel
- 2006 – BK Rel
- 2005 – BK Rel
- 2004 – Raska Taskar
- 2003 – Varför skjuter Sehlberg?
- 2002 – BK Rel
- 2001 – Västteg klass 3B
- 2000 – BK Rel
- 1999 – Ume 69:ers
- 1998 – BK Rel
- 1997 – BK Rel
- 1996 – Varför skjuter Sehlberg?
- 1995 – Västteg klass 3B
- 1994 – Västteg klass 3B
- 1993 – BK Rel
- 1992 – Varför skjuter Sehlberg?
- 1991 – BK Rel
- 1990 – Jesu lärjungar
- 1989 – Styva lemmar slår till
- 1988 – Jesu lärjungar
- 1987 – Tjejve
- 1986 – Tjejve
- 1985 – Visst är det fint att älska med rödhåriga
- 1984 – Utan bedövning
- 1983 – Eisenhammer
- 1982 – Utan bedövning
- 1981 – Eisenhammer
- 1980 – Namnlösa
- 1979 – Utan bedövning
- 1978 – Etylix
- 1977 – Motståndarnas fasa
- 1976 – Motståndarnas fasa
- 1975 – Wiisch
- 1974 – Brännwalls

## Veranstaltung
Der Brännbollscup findet jährlich und immer am letzten Wochenende im Mai statt. Über die Jahre ist die Veranstaltung in der Fläche gewachsen und umfasst mittlerweile die Wiesen auf dem Universitätsgelände sowie die Wiesen unterhalb von Mariehem. Am Abend, wenn es zu dunkel wird, um Brennball zu spielen, beginnt die „Brännbollsyra“, ein den Brännbollscup umrahmendes Festival.